# Martinovići (żupania sisacko-moslawińska)
Martinovići – wieś w Chorwacji, w żupanii sisacko-moslawińskiej, w mieście Glina. W 2011 roku liczyła 71 mieszkańców.